# Allometopon atromaculatum
Allometopon atromaculatum är en tvåvingeart som beskrevs av Willi Hennig 1938. Allometopon atromaculatum ingår i släktet Allometopon och familjen träflugor.
Artens utbredningsområde är Taiwan. Inga underarter finns listade i Catalogue of Life.